# 川端克宜
川端 克宜（かわばた かつのり、1971年 - ）は、日本の実業家。アース製薬株式会社代表取締役社長。

## 略歴
兵庫県生まれ。1994年に近畿大学商経学部（現・経営学部）経営学科を卒業し、同年アース製薬株式会社に入社。2006年広島支店長、2011年役員待遇営業本部大阪支店長、2013年取締役ガーデニング戦略本部長を経て2014年3月、アース製薬株式会社代表取締役社長に就任。

## 出演

### 新聞
- 学生新聞[1]